# Minnesota Timberwolves 1998-1999
La stagione 1998-99 dei Minnesota Timberwolves fu la 10ª nella NBA per la franchigia.
I Minnesota Timberwolves arrivarono quarti nella Midwest Division della Western Conference con un record di 25-25. Nei play-off persero al primo turno con i San Antonio Spurs (3-1).

## Roster
| N° | Naz.                   | Ruolo | Sportivo            | Anno | Alt. | Peso |
| -- | ---------------------- | ----- | ------------------- | ---- | ---- | ---- |
| 1  | Stati Uniti (bandiera) | G     | Anthony Peeler      | 1969 | 193  | 94   |
| 2  | Stati Uniti (bandiera) | G     | Malik Sealy         | 1970 | 203  | 86   |
| 3  | Stati Uniti (bandiera) | G     | Stephon Marbury     | 1977 | 188  | 82   |
| 3  | Stati Uniti (bandiera) | A     | Dennis Scott        | 1968 | 203  | 104  |
| 7  | Stati Uniti (bandiera) | G     | Terrell Brandon     | 1970 | 180  | 82   |
| 8  | Slovenia (bandiera)    | G     | Radoslav Nesterovič | 1976 | 213  | 112  |
| 11 | Stati Uniti (bandiera) | A     | Brian Evans         | 1973 | 203  | 100  |
| 15 | Stati Uniti (bandiera) | A     | Bill Curley         | 1972 | 206  | 100  |
| 20 | Stati Uniti (bandiera) | A     | Tom Hammonds        | 1967 | 206  | 98   |
| 21 | Stati Uniti (bandiera) | A     | Kevin Garnett       | 1976 | 211  | 100  |
| 22 | Stati Uniti (bandiera) | C     | Dean Garrett        | 1966 | 208  | 102  |
| 24 | Stati Uniti (bandiera) | G     | Bobby Jackson       | 1973 | 185  | 84   |
| 26 | Stati Uniti (bandiera) | G     | James Robinson      | 1970 | 188  | 82   |
| 31 | Stati Uniti (bandiera) | G     | Reggie Jordan       | 1968 | 193  | 88   |
| 32 | Stati Uniti (bandiera) | A     | Joe Smith           | 1975 | 208  | 102  |
| 40 | Stati Uniti (bandiera) | C     | Paul Grant          | 1974 | 213  | 111  |
| 42 | Stati Uniti (bandiera) | A     | Sam Mitchell        | 1963 | 198  | 95   |
| 43 | Stati Uniti (bandiera) | G     | Chris Carr          | 1974 | 196  | 94   |
| 45 | Stati Uniti (bandiera) | A     | Andrae Patterson    | 1975 | 206  | 108  |
| 50 | Stati Uniti (bandiera) | C     | Trevor Winter       | 1974 | 213  | 125  |

## Staff tecnico
- Allenatore: Flip Saunders
- Vice-allenatori: Greg Ballard, Jerry Sichting, Randy Wittman